# Pedro Nunes
Pedro Nunes   (Alcácer do Sal, 1502 - Coïmbra, 11 d'agost de 1578), conegut també pel seu nom llatí Petrus Nonius, va ser un matemàtic, astrònom i geògraf portuguès, un dels més importants del segle xvi.

## Biografia
D'origen judaic, es pot dir que va aconseguir eludir les persecucions de la Santa Inquisició gràcies al renom i prestigi que va arribar a assolir com a científic.
Poc es coneix de la seva vida abans de 1529. Sembla que a començaments de la dècada de 1520 va ser estudiant a la universitat de Salamanca, ciutat en la qual es va casar amb l'espanyola Guiomar de Arias el 1523, amb qui va tenir sis fills.
El 1529, retornat a Lisboa, va ser nomenat cosmògraf real i va ser batxiller en medicina a la universitat de Lisboa. També va ser professor de la universitat de Lisboa fins al 1532, però va continuar formant part de jurats d'exàmens fins al 1537. A partir de 1544 va ser professor de matemàtiques de la universitat de Coimbra, portant una vida acadèmica molt intensa fins que es va jubilar el 1562. Després de jubilar-se encara va continuar preparant els seus llibres per a publicació. A partir de 1566, tot el que publica son reedicions d'obres ja anteriorment publicades, excepte el Libro de Algebra (1567) que, tot i no haver estat publicat havia estat escrit trenta anys abans.
Va ser contemporani i amic de Christopher Clavius qui va ser estudiant a Coimbra entre 1555 i 1560. Va morir a 1577.

## Obra
Va fer importants contribucions en matemàtiques, astronomia i navegació, tot i que no va ser ni un autor precoç (la primera obra la publica amb trenta-cinc anys) ni prolífic (només publica en vida mitjana dotzena de tractats.
Va inventar el Nònius, un dispositiu de mesura de longituds que permetia, amb l'ajuda d'un astrolabi, mesurar fraccions de grau d'angles molt petits no indicades en l'escala dels instruments astronòmics i topogràfics, si bé per la seva difícil construcció va ser substituït per un altre més simple, el vernier, creat pel físic francès Pierre Vernier i que de totes maneres s'inspira en el seu principi.
En el seu Tractat de la navegació (1546) va publicar un important descobriment amb grans implicacions geomètriques: la corba loxodròmica. Abans d'això es creia que, marxant sobre la superfície terrestre en un rumb fix, és a dir, formant angle constant amb la meridiana, la línia recorreguda era un cercle màxim o, en altres termes, que un vaixell que seguís aquest moviment arribaria teòricament a fer la volta al món, tornant al punt de partida. Nunes va ser el primer a assenyalar la falsedat d'aquest concepte tan arrelat, demostrant rigorosament que, lluny de succeir així, la corba recorreguda es va acostant al pol, al voltant, del qual dona infinites voltes sense arribar mai a ell, o, dit en llenguatge tècnic, té el pol per punt asimptòtic. Els marins alemanys la van designar molt de temps amb el nom  rumb  que Nonnius li havia donat fins que al segle xvii va rebre el nom actual de corba loxodròmica.
En el seu tractat d'àlgebra, publicat el 1567, introdueix el concepte de nombre irracional a través de les quantitats desconegudes de les equacions que poden acabar sent arrels quadrades o cubiques i dedica bona part del seu llibre a estendre les operacions de l'aritmètica a aquestes quantitats desconegudes. Així comença a fer divisions de polinomis, reduccions a comú denominador o càlculs de mitjanes proporcionals. Sempre mantenint una clara intenció didàctica.

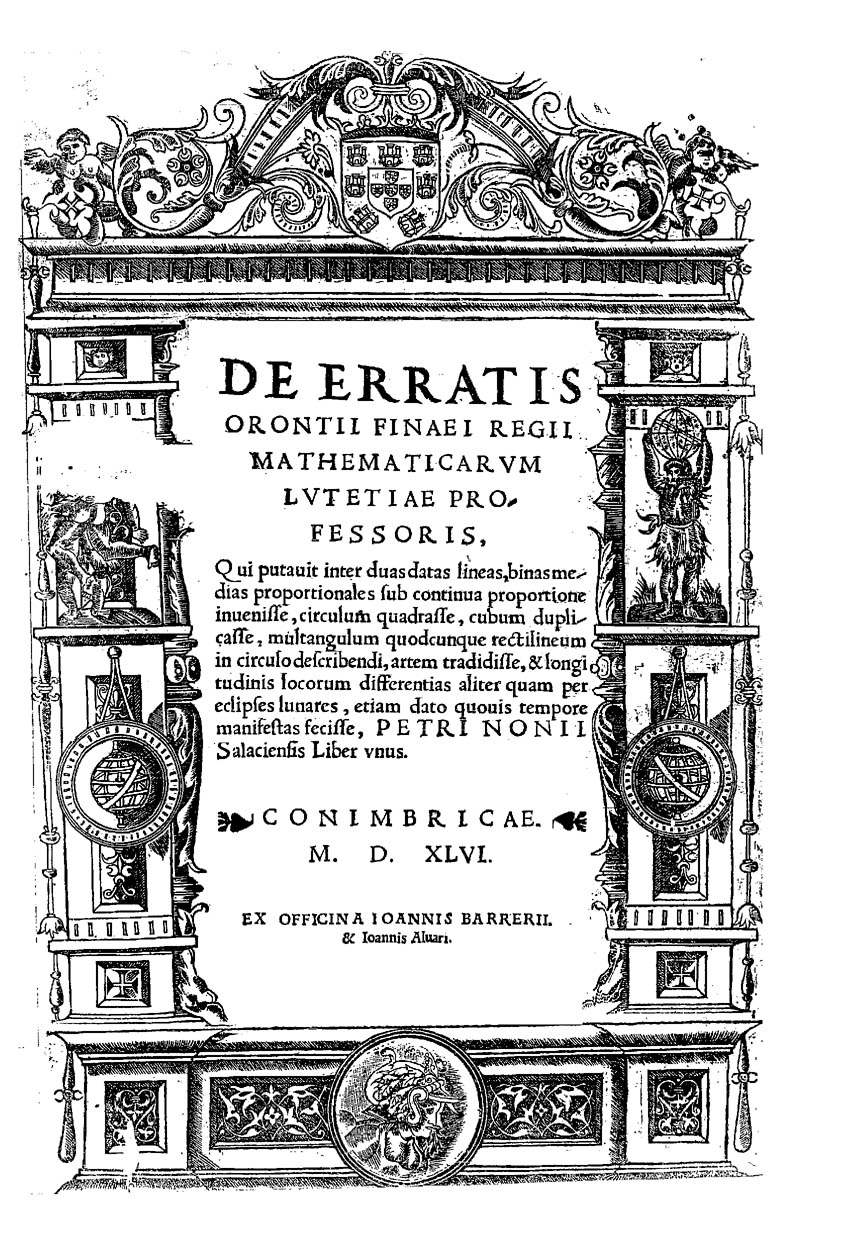
De erratis Orontii Finaei, 1546

## Obres publicades
Per les referències que es troben en els seus llibres, se sap que va escriure (o tenia projectat escriure) altres tractats que no han arribat fins els nostres dies.
- Petri Nonii Salaciensis Opera (Basilea, 1566). Es tracta d'un recull d'escrits fets amb anterioritat i no publicats fins aleshores.

### Traduccions comentades i esteses
- Tratado da sphera i Theorica do Sol e da Lua (Tractat sobre l'esfera i Teories del Sol i la Lluna), (1537). Procedent del Tractatus de Sphaera de Johannes de Sacrobosco i del Theoricae novae planetarum de Georg Purbach.
- Livro Primeiro da Geographia de Ptolemeu. Procedent de la Geografia de Claudi Ptolemeu.

### Obres originals
- Tratado en defensam da carta de marear (Tractat sobre navegació marítima), (1537).[19]
- Tratado sobre certa Dúvidas de Navegação (Tractat sobre alguns dubtes sobre Navegació marítima), (1537). En el qual introdueix les derrotes loxodròmiques.[20]
- Astronomici Introdutorii de Spaera Epitome (15??). Només se'n coneix un exemplar i és una fulletó de dotze pàgines de difícil classificació.[21]
- De crepusculis liber unus (Lisboa, 1542). Potser la seva obra més original, en la qual desenvolupa l'instrument animenat nònius.[22]
- De erratis Orontii Finei (Sobre els errors d'Oronce Finé), (1546). Crítica del matemàtic francès que presumia d'haver resolt els problemes clàssics de la matemàtica grega.[23]
- De arte atque ratione navigandi 1573. Es tracta més d'una col·lecció d'articles.[24]
- Livro de algebra en arithmetica y geometria (Anvers, 1567). Amb un prefaci i un postfaci en castellà i basat en els apunts que havia escrit trenta anys abans per l'Infant Enric de Portugal.[25]

## Referències

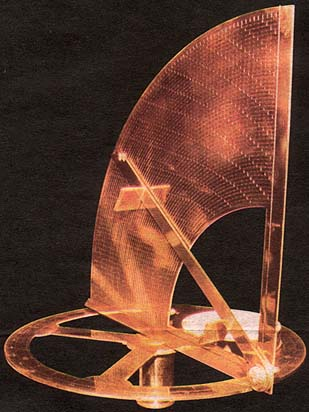
Nònius original de Pedro Nunes.